# بادي تيت
بادي تيت (بالإنجليزية: Buddy Tate)‏ هو عازف ساكسفون أمريكي، ولد في 22 فبراير 1913 في شيرمان في الولايات المتحدة، وتوفي في 10 فبراير 2001 في تشاندلر في الولايات المتحدة.

## وصلات خارجية
- بادي تيت على موقع IMDb (الإنجليزية)
- بادي تيت على موقع ميوزك برينز (الإنجليزية)
- بادي تيت على موقع أول ميوزيك (الإنجليزية)
- بادي تيت على موقع ديسكوغز (الإنجليزية)